# Taperoá (Paraíba)
Taperoá este un oraș în statul Paraíba (PB) din Brazilia.